# Juegos de la Mancomunidad de 1954
Los V Juegos de la Mancomunidad se celebraron en Vancouver (Canadá), del 30 de julio al 7 de agosto de 1954, bajo la denominación Juegos del Imperio Británico y de la Mancomunidad de Vancouver 1954.

Participaron un total de 662 deportistas representantes de 24 países miembros de la Mancomunidad de Naciones. El total de competiciones fue de 92 repartidas en 10 deportes.

## Medallero
| Núm. | País              | Oro | Plata | Bronce | Total |
| ---- | ----------------- | --- | ----- | ------ | ----- |
| 1    | Inglaterra        | 23  | 24    | 20     | 67    |
| 2    | Australia         | 20  | 11    | 17     | 48    |
| 3    | Sudáfrica         | 16  | 6     | 13     | 35    |
| 4    | Canadá            | 9   | 20    | 14     | 43    |
| 5    | Nueva Zelanda     | 7   | 7     | 5      | 19    |
| 6    | Escocia           | 6   | 2     | 5      | 13    |
| 7    | Trinidad y Tobago | 2   | 2     | 0      | 4     |
| 8    | Irlanda del Norte | 2   | 1     | 0      | 3     |
| 9    | Rodesia del Sur   | 2   | 1     | 0      | 3     |
| 12   | Rodesia del Norte | 1   | 5     | 4      | 10    |
| 10   | Nigeria           | 1   | 3     | 3      | 7     |
| 11   | Pakistán          | 1   | 3     | 2      | 6     |
| 13   | Gales             | 1   | 1     | 5      | 7     |
| 14   | Jamaica           | 1   | 0     | 0      | 1     |
| 15   | Barbados          | 0   | 1     | 0      | 1     |
| 15   | Hong Kong         | 0   | 1     | 0      | 1     |
| 15   | Uganda            | 0   | 1     | 0      | 1     |
| 18   | Guyana Británica  | 0   | 0     | 1      | 1     |
|      | TOTAL             | 92  | 89    | 89     | 270   |

| Predecesor: Auckland 1950 | V Juegos de la Mancomunidad 1954 | Sucesor: Cardiff 1958 |